# 碧血兄弟情
《碧血兄弟情》（英語：Jumpin' at the Boneyard）是一部1991年美國劇情片，由傑夫·史坦茲勒執導（導演處女作）兼編劇，提姆·羅斯、亚历克西斯·阿奎特和丹妮塔·凡斯主演，1992年9月18日由二十世紀福斯在美國發行。劇情講述孤獨的曼尼（羅斯飾演）與吸毒成癮的弟弟丹（阿奎特飾演）發生爭吵，兩人和解後，曼尼開始幫弟弟找份正當工作，但在殘酷的世界生存並非易事。

## 演員
- 提姆·羅斯飾演曼尼
- 亚历克西斯·阿奎特飾演丹
- 丹妮塔·凡斯飾演珍妮特
- 山繆·傑克森飾演辛普森先生
- 凱文·考利甘飾演莫帝
- 伊莉莎白·布萊克飾演凱茜
- 路易·古茲曼飾演計程車司機
- 傑佛瑞·萊特飾演德瑞克

## 外部連結
- 互联网电影数据库（IMDb）上《碧血兄弟情》的资料（英文）
- 爛番茄上《碧血兄弟情》的資料（英文）